# 马丁·瓦兹奎斯
马丁·瓦兹奎斯（Martín Vázquez，1969年1月14日—），烏拉圭足球裁判，也是2010年世界盃足球賽的主裁判之一。

## 生涯
马丁·瓦兹奎斯正職是一位雇員，於2001年取得了為國際賽事執法的資格。2003年9月9日，他為委內瑞拉對阿根廷的球賽執法，這是他首場執法的賽事。隨後，在2008年，他成為了北京奧運男子足球賽事的主球證。另外，他曾為2006年世界盃及2010年世界盃的外圍賽執法。同時，他也曾為南美自由盃執法。
2010年6月，他為南非世界盃的分組賽執法。

## 資料來源
1. ↑  .   [2010-06-15]. （原始内容存档于2009-07-25）. （页面存档备份，存于）
2. ↑  .   [2010-06-15]. （原始内容存档于2011-07-18）. （页面存档备份，存于）